# ID：2
『ID:2』（アイディ・ツー）は、2003年3月26日motorodからリリースされた相川七瀬2枚目のベスト・アルバム。1999年発売『ID』の続編。

## 解説
前作『ID』以降、本作発売までにリリースしたシングル表題曲11曲に、相川選曲のカップリング曲とアルバム収録人気曲を加えた全14曲収録。CCCD。
初回盤は「夢見る少女じゃいられない」「LIKE A HARD RAIN」「COSMIC LOVE」3曲のアレンジ違いを収録したボーナスCDを同梱した2枚組CCCD。
ジャケットは前作『ID』と同じ写真。色は前作の「赤」に対して今回は「青」。
売上は前作『The Last Quarter』を上回った。

## 収録曲
- 作詞：相川七瀬・織田哲郎（特記以外）
- 作曲・編曲：織田哲郎（特記以外）

1. COSMIC LOVE
  - Additional arrangement：DJ TAKE

12thシングル。
2. Heat of the night
13thシングルの2曲目。
3. 世界はこの手の中に
13thシングル1曲目。
4. Jealousy
  - 作詞：相川七瀬

14thシングル。
5. Crying
  - 作詞：相川七瀬　作曲：上邑博

12thシングル「COSMIC LOVE」のカップリング曲。
6. 花火が終わる頃
  - 作詞：相川七瀬

4thアルバム『FOXTROT』収録曲。
7. China Rose
15thシングル。
8. midnight blue
  - 作詞：相川七瀬・布袋寅泰　作曲・編曲：布袋寅泰

16thシングル。
9. SEVEN SEAS
  - 作詞：相川七瀬・布袋寅泰　作曲・編曲：布袋寅泰

17thシングル。
10. NO FUTURE
  - 作詞：相川七瀬　作曲：布袋寅泰　編曲：KANAME

18thシングル。
11. サクラサク
  - 作詞：相川七瀬　作曲：西賢二　編曲：野田雪文・長田直也

5thアルバム『Purana』収録曲。
12. 〜dandelion〜
19thシングル。
13. 終わりない夢
  - 作詞：相川七瀬　作曲：柴崎浩　編曲：KANAME

20thシングル。アルバム初収録。
14. 六本木心中
  - 作詞：湯川れい子　作曲：NOBODY　

21stシングル。アン・ルイス のカバー。
アルバム初収録。

### BONUS CD
1. 夢見る少女じゃいられない <arranged by POLYSICS>
2. LIKE A HARD RAIN <arranged by JOHN TAYLOR with DAN CHASE>
3. COSMIC LOVE <arranged by DANCE☆MAN>